# Kanton Foix
Der Kanton Foix ist ein französischer Wahlkreis im Département Ariège in der Region Okzitanien. Er umfasst sechs Gemeinden im Arrondissement Foix. Durch die landesweite Neuordnung der französischen Kantone wurde er 2015 neu geschaffen.

## Gemeinden
Der Kanton besteht aus sechs Gemeinden und Gemeindeteilen mit insgesamt 13.742 Einwohnern (Stand: 1. Januar 2022) auf einer Gesamtfläche von 59,65 km²:
| Gemeinde                | Einwohner 1. Januar 2022 | Fläche km² | Dichte Einw./km² | Code INSEE | Postleitzahl |
| ----------------------- | ------------------------ | ---------- | ---------------- | ---------- | ------------ |
| Cos                     | 358                      | 6,40       | 56               | 09099      | 09000        |
| Ferrières-sur-Ariège    | 775                      | 3,46       | 224              | 09121      | 09000        |
| Foix                    | 9.731                    | 19,32      | 504              | 09122      | 09000        |
| Ganac                   | 746                      | 20,19      | 37               | 09130      | 09000        |
| Montgailhard            | 1.456                    | 7,93       | 184              | 09207      | 09330        |
| Saint-Pierre-de-Rivière | 676                      | 2,35       | 288              | 09273      | 09000        |
| Kanton Foix             | 13.742                   | 59,65      | 230              | 0905       | –            |

## Politik
| Vertreter im Departementrat | Vertreter im Departementrat        | Vertreter im Departementrat |
| Amtszeit                    | Namen                              | Partei                      |
| --------------------------- | ---------------------------------- | --------------------------- |
| 2015–                       | Eric Donzé Martine Doumenc-Caubere | DVG                         |